# Agnes Dorwarth
Agnes Dorwarth (* 1953 in Freiburg im Breisgau) ist eine deutsche Blockflötistin und Komponistin.

## Leben und Wirken
Dorwarth stammt aus einer Künstlerfamilie (beide Eltern waren Maler). Sie studierte an der Staatlichen Hochschule für Musik in Freiburg zunächst Schulmusik (Quer-, Blockflöte und Dirigieren) und Sport. Anschließend absolvierte sie ihr Konzertexamen im künstlerischen Hauptfach Blockflöte.
Am Mozarteum in Salzburg erweiterte sie ihre Kenntnisse in Historischer Aufführungspraxis bei Nikolaus Harnoncourt.
Seit 1980 unterrichtete sie an der Freiburger Musikhochschule zunächst als Dozentin und wurde 2003 als Professorin für Blockflöte, Kammermusik, Consort und Instrumental-Methodik berufen.
Mit Kollegen und Kolleginnen gründete sie das Institut für Historische Aufführungspraxis, welches sie lange Jahre leitete. Seit Sommer 2019 befindet sie sich im Ruhestand.
Seit Ende ihrer Ausbildung wirkte sie in verschiedenen Ensembles mit und spielte u. a. mit dem Freiburger Barockorchester, Gottfried von der Goltz, Petra Müllejans, Han Tol und als Solistin mit dem Zürcher Kammerorchester und dem Bach-Collegium Stuttgart.
Neben ihrer Unterrichts- und Konzerttätigkeit begann sie zu komponieren, was das Konzertieren immer mehr ablöste. Es entstand ein Repertoire von Sololiteratur bis hin zu großen Besetzungen, z. B. für Sprecher, Tänzer und Instrumentalensembles.

## Werke (Auszüge)
Solo
- Gespräch einer Hausschnecke mit sich selbst nach einem Gedicht von Christian Morgenstern (Moeck, EM 1575, erschienen 1997)
- Nein nach einem Gedicht von C. Morgenstern (Moeck, ZfS 760, erschienen 2002)
- Galgenbruders Lied an Sophie die Henkersmaid nach einem Gedicht von Christian Morgenstern (Moeck ZfS 804, erschienen 2006)
- Articulator I und II (Edition Tre Fontane, ETF 2042, erschienen 2006)
- Articulator VIII (Edition Tre Fontane, ETF 2048, erschienen 2008)
- Articulator VII & IX (Edition Tre Fontane, ETF 2047, ETF 2049)
- Articulator X (Edition Tre Fontane ETF 2050)
- Der Tanz, nach einem Gedicht von Christian Morgenstern, (Edition Tre Fontane, ETF 3093, erschienen 2018)
- Lamentation für Tenorblockflöte solo (Edition Tre Fontane ETF 2187)
- Pur B (Edition Tre Fontane, ETF 3117, erschienen 2020)

Duo
- Articulator VI (Edition Tre Fontane, ETF 2046, erschienen 2008)
- Von der Liebe und anderen Grausamkeiten für zwei stimmgewaltige Blockflötisten (Manuskript, 2008)
- Programu – Naturspiel (nach einem Gedicht von Christian Morgenstern) für Alt- und Tenorblockflöte (Manuskript, 2002)

Trio
- Articulator III (Edition Tre Fontane, ETF 2043, erschienen 2006)
- Articulator IV (Edition Tre Fontane, ETF 2044, erschienen 2006)
- Auf den sieben Robbenklippen (Edition Tre Fontane ETF 3061)
- Lunodie für drei Bassblockflöten (Manuskript, 2009)

Quartett
- Das Große Lalula für 4 Altblockflöten nach einem Gedicht von Christian Morgenstern (Moeck Nr. 1574, 1995)
- Der Hecht für 4 Altblockflöten nach einem Gedicht von Christian Morgenstern (Moeck Nr. 1582, 1996)
- Die drei Spatzen für 4 Blockflötenköpfe (Edition Tre Fontane 3086)
- Articulator V (IV, Edition Tre Fontane, ETF 2045)
- Flauto Mortale für Blockflötenquartett mit 8 Blockflöten (Edition Tre Fontane ETF 3026)
- Holzkopf-Quartett für 4 Blockflötenköüfe (Edition Tre Fontane 3052)
- Talk für Blockflötenquartett nach einem Gedicht von Ernst Jandl (Edition Tre Fontane ETF 2134)
- Yami für 2 Tenor- und 2 Bassblockflöten (Editione Tre Fontane, ETF 2147)
- Zungenbrecher für 4 Blockflötenköpfe (Edition Tre Fontane ETF 2032)

Quintett
- Ich hab dich so lieb für 5 Blockflöten SSATB nach einem Gedicht von Joachim Ringelnatz (Edition Tre Fontane ETF 2143)

Leichtere Literatur für den Anfängerunterricht:
- Kopfnüsse (Solo bis Quartett, Edition Tre Fontane, ETF 2060, erschienen 2007)
- Kopf-Stücke Einführung in moderne Spieltechniken (Edition Tre Fontane ETF 3051)
- Krimi für Altblockflöte und Klavier (Moeck ZfS 773, erschienen 2003)
- Vogelbuch: Nachtvögel, Gezwitscher, Flügelschlagen, Kolibri (Moeck, ZfS 752, erschienen 2002)
- Lauter seltsame Vögel: Traumvogel, Schräger Vogel, Gezeter, Verliebter Vogel, Vogelflug (Edition Tre Fontane)

## CDs mit Werken von Agnes Dorwarth
- Agnes Dorwarth, Galgenmusik, Kompositionen für Blockflöte, 2008
- Hochschule für Musik Freiburg, Chronika 2009/2010
- Sadastan Quartett, Aniela & Sabrina Frey. Stefan & Daniel Koschitzki, 1998